# Ivor Allchurch
Pour les articles homonymes, voir Allchurch.
Ivor John Allchurch (16 octobre 1929 - 10 juillet 1997) est un footballeur gallois au poste d'attaquant.

## Biographie
Au cours de sa carrière en club qui l'a mené à Newcastle, Cardiff et Swansea, Allchurch a joué 694 matches et inscrit 251 buts.
Il a marqué 23 buts en 68 sélections en équipe du Pays de Galles entre 1951 et 1966. Il a disputé la coupe du monde 1958. À cette occasion, il inscrit un but contre le Mexique au premier tour. Les Gallois sont éliminés en quart de finale par le Brésil, sur un but du tout jeune Pelé.
En 1966, il a été reconnu membre de l'Ordre de l'Empire britannique.